# Polymixis salmonea
Polymixis salmonea là một loài bướm đêm trong họ Noctuidae.